# 川内型軽巡洋艦
川内型軽巡洋艦（せんだいがたけいじゅんようかん）は、日本海軍の二等巡洋艦(軽巡洋艦)。
同型艦は「川内」、「神通」、「那珂」の3隻。いわゆる5500トン型軽巡洋艦の第3グループ(最終グループ)にあたる。

## 概要

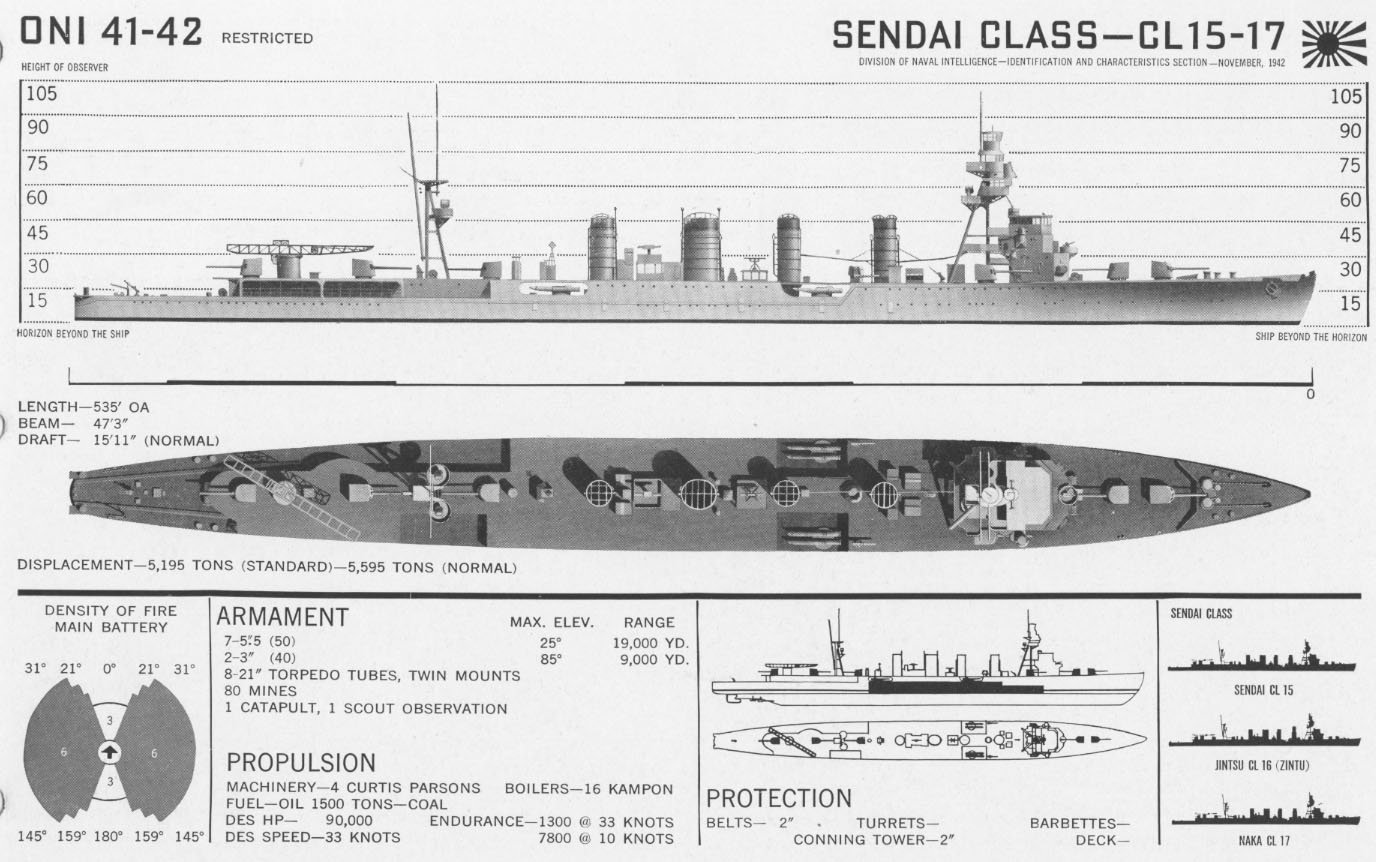
本型の武装配置を示した図。

大正9年度(1920年)に八八艦隊計画が成立し、この中で巡洋艦は大型巡洋艦(8,000トン型)4隻と中型巡洋艦(5,500トン型)8隻の建造が認められた。しかしこの八八艦隊がそろった時点で重油消費量の飛躍的な増大が予想された。(なお1921年(大正10年)の文書に「重油払底の現状」と書かれており、1921年の時点で既に重油が不足していたと思われる)。そこで大正10年度建造予定の5,500トン型については重油専焼缶(ボイラー)を減らし、代わりに重油石炭混焼缶を増やして重油消費量減少を計った。
こうして完成したのが川内型軽巡洋艦である。
このため天龍型から長良型までの軽巡洋艦は(夕張を除いて)全て3本煙突であったが本型のみ4本煙突となり大きな特徴となっている。
当初8隻計画されていた5,500トン型だったが1922年(大正11年)ワシントン海軍軍縮条約の調印により八八艦隊計画は中止、建造は3隻(川内・神通・那珂)で打ち切られ、1隻(加古)が建造取り止めとなった。(なお残りの巡洋艦は軍縮条約後の新計画により、8,000トン型4隻は条約型巡洋艦となる妙高型(10,000トン型)4隻へ、5,500トン型4隻は古鷹型2隻・青葉型2隻(7,100トン型)へ変更されて建造された。)
ここにおいて日本海軍は17隻の軽巡洋艦を保有し、軽巡洋艦の建造は暫く見送られることとなった。
ロンドン条約下で計画された最上型、利根型軽巡洋艦は実質重巡洋艦であり、次の軽巡洋艦建造計画は1942年（昭和17年）竣工の阿賀野型まで持ち越された。
戦時中に阿賀野型軽巡が就役するまでは川内型が日本海軍の最新の軽巡洋艦であったため、近代化改装も他の5,500トン型軽巡洋艦よりも優先的に為された。そのため、川内型3隻は1933年(昭和8年)以降から太平洋戦争中期までのほとんどで水雷戦隊の旗艦を務めることとなった。

## 艦型
基本計画番号C-33。
球磨型・長良型(以下は従来と表記)からの主な変更点は、以下の通り。

### 機関
上述のように缶(ボイラー)は球磨型・長良型から混焼缶の割合を増やした。
すなわち従来は「ロ号艦本式重油専焼缶大型6基・小型4基、同混焼缶2基」であった缶を「ロ号艦本式専焼缶大型8基、同混焼缶4基」に変更した。これにより石炭のみで最大速力14ノット、航続速力12.5ノットを出せる計画だった(従来はそれぞれ10ノット、8ノット)。艦内には第2缶室と第3缶室の間に新たに横断石炭庫を設け、重油タンクの一部を石炭庫に変更した。燃料は石炭が370トン(トンは全て英トン。以下全て同様)から570トンに増加、重油が1,260トンから1,010トンに減少した。
3隻全ての缶が過熱器付になる(従来は鬼怒のみ過熱器付)。また#JapaneseCruisers1997では川内型3隻のうち神通のみが過熱器装備としている。
缶室配置は第1缶室と第2缶室に混焼缶を2基ずつ、第3缶室と第4缶室に大型専焼缶4基ずつを搭載するよう改められた。これにより外観上は煙突が4本に増え(従来は3本)、前部魚雷発射管(ウェル・デッキ)の位置が1番煙突後方に下げられた(従来は1番煙突前)。(前部魚雷発射管の位置については、主砲爆風の影響を少なくするために後方に下げられたともされている)。結果、船首楼甲板が長くなって短艇甲板が短くなり、倉庫や居住区の変更も必要とされた。
主機は、川内・那珂には三菱造船が設計した高圧衝動型・低圧反動型のタービンを搭載、神通は同じ川崎造船所製造の鬼怒と同様にブラウン・カーチス式タービンを搭載し、別の巡航タービンは搭載していない。

### 排水量・速力
混焼缶の増加などの機関変更での重量増は約25トン、その他に61cm魚雷の採用や航空機搭載設備の新設などにより球磨型から合計95トン増加する計画で、排水量は常備で球磨型の5,500トンから本型で5,595トンに増加した。それにより計画吃水は球磨型の15フィート9インチから本型では15フィート11インチに増加した。
機関出力に変更は無く90,000馬力の計画で、排水量増により速力は0.25ノット減少する計算だった。球磨型の計画速力は36ノットだったが実際の公試では34.2ノットから35.5ノットであり、多摩の公試成績の35.52ノットから本型の計画速力を35.25ノットに定めた。

### 船体
C-33大体計画図によると艦首形状はクリッパー・バウで描かれている。実際には従来と同様に1号機雷を乗り越えるためのスプーン・バウで竣工した。関東大震災で大きく損傷したため建造をやり直した那珂のみは夕張や古鷹型と同様のダブルカーブド・バウにて竣工、全長が1フィート(0.305m)長くなった。また1927年(昭和2年)の美保関事件で艦首を損傷した神通も修理の際にダブルカーブド・バウに改められた。なお川内の艦首は最後まで竣工時のスプーン・バウのままであり、神通・那珂との識別は比較的容易であった。(川内はその他にも復元性能改善工事で1番煙突を短縮、艦橋全体が一段低くなるなどの相違がある)。
短艇甲板の(上甲板からの)高さは従来7フィート(2.13m)だったが、本型では7フィート6インチ(2.29m)と6インチ(0.152m)高められた。またビルジ・キールは従来の単板式では能力不足で、長さが短く幅が広いビルドアップ式に改められた。

### 防御
装甲厚は従来と同様だが、機関区画が長くなったために舷側装甲は上部でF(フレーム・ナンバー)71からF197までの長さ252フィート(従来はF77からF197の240フィート)、下部でF77からF195までの236フィート(従来はF83からF195までの224フィート)と、いずれも12フィート長くなっている。

### 砲熕兵装
砲数に変更は無いが、後部主砲は従来では後部マストの前方に5番・6番砲を装備し、上構後端に7番砲を装備していた。本型では7番砲が前方へ移動して6番砲と背中合わせになり、後部マストは5番砲と6番砲の間に移動した。
ウェル・デッキが後方に下げられて船首楼甲板が延長されたことから、8cm高角砲の位置はウェル・デッキ直前の船首楼甲板後端の計画だった。竣工時には従来と同じウェル・デッキ直後の短艇甲板前端に設置されている。また三年式機砲は3番煙突と4番煙突の間に装備する計画だった。

### その他
艦橋構造や滑走台は基本的に長良型と同様であるが、
艦橋は長良型からわずかに拡大され、格納庫扉は羅針艦橋前面と同一平面になっている(長良型は前面へ飛び出している)。
前部マストに設置された魚雷戦用の測的所は、従来は竣工後に追加されたが、本型では竣工時より設置されていた。(なお、関東大震災で竣工が約1年遅れた阿武隈も竣工時より測的所が設置されていた)。

## 兵装の変化

### 砲熕兵装
竣工時に2挺が装備されていた三年式機砲(口径6.5mm)は、1933年(昭和8年)から1934年(昭和9年)にかけての近代化改装で留式7.7mm機銃に交換された。なおこの6.5mmもしくは7.7mm単装機銃の装備位置については短艇甲板との記述が多いが搭載位置が分かる写真などは残っておらず正確な装備位置は不明である。1942年の川内の公式図によると、1番煙突後方の吸気筒上に単装機銃2挺が設置されていたと思われる。なおこの7.7mm機銃は1942年途中に撤去されたようである。
1933年から1934年の近代化改装で、那珂は滑走台の先端に九三式13mm4連装機銃1基を装備、川内・神通は滑走台を撤去し艦橋前面に機銃台を新設、同機銃を装備した。那珂は復元性能改善工事で滑走台を撤去し、機銃を川内・神通と同じ位置に装備した。
短艇甲板前端に装備されていた8cm単装高角砲2基は、1933年から1935年(昭和10年)にかけて九三式13mm連装機銃2基に換装された。この13mm機銃は1937年(昭和12年)から1938年(昭和13年)にかけて九六式25mm連装機銃2基に換装された。
太平洋戦争中の兵装については資料不足でわからないことが多い。那珂を例にすると、1943年3月時点では5番主砲を撤去して跡に12.7cm連装高角砲1基を装備しその両舷に25mm連装、同3連装を各1基装備、その他に21号電探装備、小発を4隻搭載していた。

### 航空兵装
航空兵装として竣工時は滑走台を設置していたが、1931年10月に神通の滑走台に長さ17mの呉式二号二型射出機が装備され（鬼怒から移設されたもの）射出実験が行われた。格納庫はそのまま使用され、当時の搭載機は一四式水偵と思われる。1933年(昭和8年)以降は九一式水偵の可能性もある。
1933年から1934年に行われた近代化改装で3隻とも呉式二号三型改一射出機が7番砲跡(7番砲は上構後端へ移動)に装備された。合わせて後部マストは三脚式になり、デリックが装備された。一番早く近代化改装が行われた那珂では滑走台が残されていたが、残り2艦は滑走台が撤去された。那珂も1934年3月に起きた友鶴事件によって急遽行われた復元性能改善工事で滑走台が撤去された。

### 魚雷
竣工時は長良型に引き続き八年式(61cm)連装水上発射管4基8門を装備していたが、神通と那珂は1940年(昭和15年)から1941年(昭和16年)の改装で、後部発射管2基を酸素魚雷の発射能力を持つ九二式(61cm)4連装水上発射管へ換装し前部発射管を撤去、ウェルデッキを兵員室に充てる改装を受けた。川内のみ、この改装は受けないまま太平洋戦争を迎えた。神通も川内と同じく61cm連装発射管のままであったとする説もあるが、神通を旗艦とする水雷戦隊の兵装消費記録において九三式酸素魚雷のみが消費されていることから、魚雷発射管の換装を受けていることが確認できる。

### 探照灯
探照灯は竣工時に90cmを前楼に2基・後楼に1基だったものが、1933年と1938年の二度の改修工事があり、1941年においては3艦とも110cmを前楼に2基・後楼に1基となっていた。

## 同型艦
- 川内
- 神通
- 那珂
- 加古 [I]：大正10年度より建造[50]。1921年(大正10年)3月19日命名[51]、6月9日艦艇類別等級表の二等巡洋艦に登録[52]、11月26日製造訓令[53]。1922年(大正11年)2月15日佐世保海軍工廠で起工[54]、3月17日製造取り止め[19]。名称は重巡洋艦の加古に流用された。
- 水無瀬、音無瀬（福知山付近での由良川の呼称）、綾瀬[注釈 2]：八八艦隊計画により建造予定だったが、造船所などは未定[56]。新聞報道では、水無瀬が浦賀造船所、音無瀬が三菱造船所、綾瀬が佐世保工廠を予定していた[注釈 3]。
- 加茂、木津、名寄：八八艦隊計画により大正11年度より建造予定と推定される[58]。ワシントン軍縮条約により計画中止[58]